# Jagson Airlines
Jagson Airlines es una aerolínea con base en Delhi, India. Opera vuelos regulares y charter en India así como a Bután y Nepal.

## Historia
La aerolínea fue fundada y comenzó a operar en noviembre de 1991. Comenzó operando vuelos chárter con dos Dornier 228-201 de dieciocho plazas y posteriormente comenzó a operar vuelos regulares desde Delhi. Es propiedad de Jagson International. En 2006 anunció sus planes de ampliar sus servicios a nueve ciudades, utilizando aviones Airbus A321-200 alquilados.
Jagson suprimió sus planes de convertirse en aerolínea de bajo coste regular a mediados de 2006 y planea continuar como aerolínea regional.

## Destinos
Jagson Airlines actualmente vuela a los siguientes destinos: 

### Sur de Asia
- India
  - Chandigarh
    - Aeropuerto de Chandigarh

  - Delhi
    - Aeropuerto Internacional Indira Gandhi

  - Himachal Pradesh
    - Dharamsala - Aeropuerto Gaggal
    - Shimla - Aeropuerto de Shimla
    - Kullu - Aeropuerto Bhuntar

  - Maharashtra
    - Bombay - Aeropuerto Internacional Chhatrapati Shivaji
    - Pune - Aeropuerto Internacional de Pune
    - Shirdi

  - Uttarakhand
    - Pantnagar - Aeropuerto de Pantnagar

## Flota
En agosto de 2009 la flota de Jagson Airlines se compone de las siguientes aeronaves:
La media de edad de la flota de Jagson Airlines es de 16,4 años en agosto de 2009.